# Lettre pour L...
Pour plus de détails, voir Fiche technique et Distribution.
Lettre pour L... est un film français réalisé par Romain Goupil, sorti en 1993.

## Synopsis
En juillet 1991, Romain Goupil apprend que son amie qu'il nomme « L » est malade. C'est ce que l'encart (écrit et lu) qui ouvre le film nous dit et il termine sur l'injonction « ne meurt pas ».
« L » sera parfois appelée « Ciel », sans jamais en savoir plus, tout comme sa maladie qui ne sera jamais nommée. Choix poétique et pudique. 
Tout le film est une lettre filmée où Romain Goupil s'adresse par l'image et par sa voix (parfois in, parfois off) à L mais aussi au spectateur. Il questionne leur histoire, leur relation et se questionne lui-même sur ses choix de vies et ses choix politiques. Tout en ressassant le passé (il l'a rencontré en 1968 quand elle avait 17 ans), le film-lettre fait des va-et-vient avec le présent, mettant ainsi leur relation en miroir vis-a-vis de la relation que le Romain Goupil entretient avec le monde actuel en guerre en Yougoslavie, en Afrique, Israël. On comprend qu'il filme entre autres pour l'ONG médecins du monde, parfois pour « la télévision française ».
« L » est son amie-amante-amour-de-longue-date et qui dès le début du film, lui écrit et lui demande : « Mais quand est-ce que tu vas faire un film bien ? ». Il se questionne quant à lui durant tout le film : « Mais c'est quoi un film bien ? », cette interrogation devenant un des leitmotivs du film.
Des moments de pur documentaire-reportage s'enchainent avec des moments de pure fiction qui mettent en scène des allégories de leur relations en rejouant totalement des scènes de manière burlesque ou parfois du photo-roman. Certains de ces mini courts métrages de fiction semblent avoir été réalisés avant ce film, d'autres réalisés pour ce film. 
Il y a dans tout le film, l'empreinte claire de la nouvelle vague française (il a été assistant de Godard) et surtout, vis-à-vis du montage et la narration, l'influence du réalisateur français Chris Marker pour des films tels que Lettre de Sibérie (1957) ou Sans soleil (1983). Ce film tisse des liens forts au niveau de la chronologie et du style de narration avec le film qui a fait connaître Romain Goupil : Mourir à trente ans (1982, « Caméra d’or » à Cannes).

## Fiche technique
- Titre français : Lettre pour L...
- Réalisation : Romain Goupil
- Scénario : Romain Goupil
- Photographie : Romain Winding
- Musique : Philippe Hersant
- Pays d'origine :  France
- Date de sortie : 1993

## Distribution
- Franssou Prenant : L.
- Régine Provvedi : Elle à Berlin
- Anita Mancic : Elle à Belgrade
- Alenka Mandik : Elle à Sarajevo
- Jean-Claude Bouillaud
- Supernana
- Olivier Broche
- Hilton McConnico
- Vincent Jouan
- Mathieu Amalric
- Wolfgang Pissors
- Joséphine Fresson
- Lita Recio : La fée
- Milena Vukotic
- Michel Amphoux
- Romain Goupil : Lui (non crédité)